# B'Elanna Torres

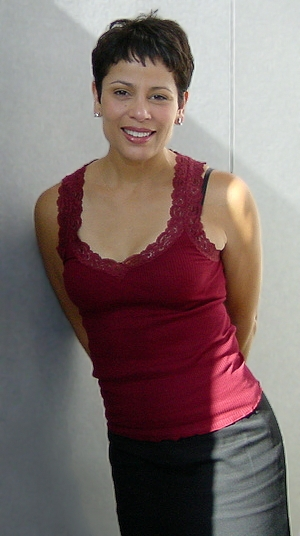
Fotografia de Roxann Dawson, actriu que interpreta el personatge.

B'Elanna Torres és un personatge principal de Star Trek: Voyager interpretat per Roxann Dawson. És retratada com una meitat humana meitat klíngon nascuda el 2346 a la colònia de la Federació Kessik IV.
A la sèrie, Torres va ser admesa a l'acadèmia de la Flota Estel·lar però va abandonar els estudis abans de graduar-se. Es va unir als Maquis el 2370 i servia al Val Jean quan El Guardià la va portar al Quadrant Delta utilitzant la seva estació. En els primers episodis, la seva nau Maquis va ser destruïda i els Maquis supervivents es van unir a l'USS Voyager en el llarg viatge a través de la galàxia fins a la Terra. Va ser destinada a enginyeria i ràpidament va ascendir a enginyera en cap, on va tenir un paper important a la resta de la sèrie. Va tenir una relació contínua amb Tom Paris, amb qui es va casar a la temporada final.
Dawson va ser elogiada per la seva interpretació de Torres per CBR, que va escriure que feia creïble el personatge. Com a personatge mig humà, mig klíngon que lluita per reconciliar les dues meitats del seu llegat, Torres va ser elogiada per un públic multiètnic.

## Desenvolupament del personatge
"Star Trek: Voyager Companion" descriu B'Elanna com una jove mig humana, mig klingon, d'uns vint anys, que és membre de la Rebel·lió Maquis.
Els productors volien contractar una actriu que pogués interpretar la lluita interna de B'Elanna entre les seves meitats humana i klíngon. Després que Roxann Dawson llegís el paper, es va convertir en la primera de les actrius de la «Voyager» a ser escollida. Originalment, el maquillatge de Dawson era diferent del disseny final; va explicar que tenia un front i un nas klíngon molt més pronunciats i que havia de portar una dentadura klíngon, cosa que la feia sentir incòmoda. Va preguntar als productors i al maquillador Michael Westmore si potser la podien fer més atractiva i suavitzar el maquillatge klíngon. Finalment, van aconseguir un disseny amb el qual Roxann estava contenta, cosa que va descriure com el seu «maquillatge de monstre de la bellesa».
Durant la primera temporada, Dawson inicialment va dubtar de la seva disposició per interpretar els papers duals del seu personatge a l'episodi de principis de la sèrie "Cares". Tanmateix, va utilitzar l'episodi per aprendre més sobre el seu personatge, i es va convertir en un dels seus episodis preferits. Quan es va emetre l'episodi, va trucar als seus pares per demanar-los la seva opinió, i ells van respondre: "Vas estar bona, però la noia que va interpretar aquell klíngon era realment genial!", cosa que Dawson va prendre com un elogi. Joy Kilpatrick va ser una suplent d'una de les dues versions, tot i que no va aparèixer als crèdits.
Durant la quarta temporada, Dawson es va quedar embarassada del seu primer fill. Els guionistes van decidir que no volien que B'Elanna també estigués embarassada, així que durant l'embaràs de Dawson, li van donar una bata de laboratori d'enginyeria, que es va utilitzar per ajudar a cobrir el seu embaràs en creixement.
Durant l'episodi "El joc de matar", els hirogen havien pres el control de la Voyager i havien obligat la tripulació a participar en recreacions de diverses situacions de combat a la holocoberta, en què el personatge de l’holocoberta de B'Elanna es retrata embarassada a la Segona Guerra Mundial del fill d'un oficial nazi.
Durant la cinquena temporada, Dawson va tenir una reunió amb els productors i guionistes per parlar del seu personatge. Roxann els va explicar que sentia que B'Elanna tenia un costat fosc extrem que no s'havia explorat, i a partir d'aquesta discussió es va crear l'episodi "Extreme Risk". Dawson va declarar que després de l'emissió de l'episodi, va rebre correu de fans lloant els problemes de depressió i conflicte intern plantejats a l'episodi, amb els quals molta gent es va identificar.
Durant la sisena temporada, Dawson va tenir l'oportunitat d'explorar l'herència klíngon de B'Elanna gràcies a un episodi concebut originalment per Ronald D. Moore per a Star Trek: Deep Space Nine. A l'episodi "Barge of the Dead", B'Elanna té una experiència propera a la mort i viatja a Gre'thor, l'infern klíngon, on coneix la seva mare, Miral. Descobreix que a causa de la deshonra que B'Elanna ha causat a la seva família, la seva mare passaria l'eternitat a Gre'thor. L'episodi explora alguns aspectes del personatge de B'Elanna i també dóna més informació sobre la mitologia klíngon. Dawson creia que l'episodi tenia moltes capes i creia que era essencialment una història de pas a l'edat adulta per a B'Elanna i la seva acceptació final del seu llegat klíngon.
Durant la setena temporada, es va escriure una història d'embaràs per al personatge de B'Elanna. Jessica Gaona va interpretar la jove iteració del personatge a l'episodi "Lineage". Al final de la sèrie, Dawson va descriure l'arc del personatge de B'Elanna com el d'una "dona jove rebel que madura al llarg de set anys".

## Visió general del personatge
B'Elanna va néixer el 2346 a la colònia de la Federació Kessik IV. Torres va tenir una infància problemàtica; el seu pare humà, John Torres, i la seva mare klíngon, Miral, sovint es barallaven. Als 5 anys, va sentir el seu pare expressant la seva infelicitat a casa de dos klíngon i ella va intentar fugir. En una confrontació posterior amb ell, li va dir amargament que marxés. John Torres va marxar quan B'Elanna tenia dotze anys. Va tornar a la Terra dies després, deixant-la a la seva mare. A la temporada 7, la va contactar a través del Comandament de la Flota Estel·lar i li va demanar que reprengués una relació, a la qual ella va accedir.
Com a humana i klíngon, Torres es mostra propensa a explosions agressives. Una vegada va atacar el seu company d'escola Daniel Byrd després que ell la provoqués repetidament, anomenant-la "Miss Cap de Tortuga" a causa de les seves crestes cranials. Torres va mantenir aquest comportament agressiu durant tota la seva vida, però finalment va aprendre a controlar-lo.

### Acadèmia de la Flota Estel·lar i Maquis
Mentre assistia a l'Acadèmia de la Flota Estel·lar, B'Elanna tenia constantment problemes amb les normes de la Flota Estel·lar. Això va provocar que rebés quatre audiències disciplinàries i una suspensió. Torres va abandonar l'Acadèmia de la Flota Estel·lar el 2365 als 19 anys. Abans de fer-ho, Torres era una membre valuosa de l'equip d'atletisme de l'acadèmia, competint com a decatleta. La seva decisió de deixar l'acadèmia va molestar l'entrenador d'atletisme, així com altres professors.
Uns anys més tard, es va convertir en membre del grup renegat dels Maquis i va començar a desenvolupar un profund odi pels cardassians. Torres es va associar amb un capità dels Maquis anomenat Chakotay i servia com a enginyer en cap a la seva nau, la Val Jean, quan van ser portats als quadrants galàctics per "El Guardià".
Durant el seu temps amb els Maquis, Torres va reprogramar un míssil cardassià conegut com a "Cuirassat". El míssil, construït amb intel·ligència artificial, estava originalment dirigit a instal·lacions Maquis. Torres el va reprogramar en un curs per a una instal·lació cardassiana, però el "Dreadnought" va ser arrossegat al Quadrant Delta pel Guardià.

### USSVoyager
Quan les tripulacions de l'USS Voyager i el Val Jean van ser portades al Quadrant Delta, Harry Kim i Torres van ser transportats al món natal d'Ocampa mentre les seves respectives tripulacions es disposaven a buscar-los. Essent les dues úniques persones de la seva regió del Quadrant Alfa, els dos van establir ràpidament una relació i ella li va posar el sobrenom de "Flota Estel·lar" per la seva fe en la Federació i la Flota Estel·lar. Aquesta relació continuaria al llarg de la sèrie, ja que els dos treballarien junts més d'ocasionalment en tasques, permetent a Kim demostrar la seva intel·ligència a tota la tripulació.
El 2371, B'Elanna Torres es va unir a la tripulació de la «Voyager» amb la resta dels Maquis del «Val Jean», ja que la capitana Kathryn Janeway els va oferir l'oportunitat. Va ser destinada al departament d'enginyeria. Com que l'enginyer en cap original va morir durant el viatge al Quadrant Delta, la capitana Janeway va ascendir Torres al càrrec basant-se en la recomanació de Chakotay. Inicialment, Torres va ser molt oberta en la seva desaprovació de la decisió de la capitana Janeway de destruir la matriu del Guardià, que tenia la capacitat d'enviar la «Voyager» de tornada a casa des del Quadrant Delta, i guardava un petit rancor contra la capitana. Durant els primers mesos, Torres va començar a respectar la capitana i les seves decisions basades en el fort lideratge de Janeway i el seu interès compartit per la ciència.
Poc després de convertir-se en enginyera en cap, Torres desobeeix les ordres de la capitana quan la «Voyager» es troba amb una raça coneguda com els Sikarians. Els sikarians tenen tecnologia de transportador avançada que podria escurçar dràsticament el seu viatge de 70 anys, però la llei sikariana prohibeix a la tripulació de la Voyager obtenir-la legítimament. Torres s'involucra amb un petit grup d'oficials que obtenen la tecnologia al mercat negre sikarià i perpetren un intent fallit d'integrar-la als sistemes de la Voyager.
Quan les tripulacions de l'USS Voyager i el Val Jean van ser portades al Quadrant Delta, Harry Kim i Torres van ser transportats al món natal d'Ocampa mentre les seves respectives tripulacions es disposaven a buscar-los. Essent les dues úniques persones de la seva regió del Quadrant Alfa, els dos van establir ràpidament una relació i ella li va posar el sobrenom de "Flota Estel·lar" per la seva fe en la Federació i la Flota Estel·lar. Aquesta relació continuaria al llarg de la sèrie, ja que els dos treballarien junts més d'ocasionalment en tasques, permetent a Kim demostrar la seva intel·ligència a tota la tripulació.
El 2371, B'Elanna Torres es va unir a la tripulació de la «Voyager» amb la resta dels Maquis del «Val Jean», ja que la capitana Kathryn Janeway els va oferir l'oportunitat. Va ser destinada al departament d'enginyeria. Com que l'enginyera en cap original va morir durant el viatge al Quadrant Delta, la capitana Janeway va ascendir Torres al càrrec basant-se en la recomanació de Chakotay. Inicialment, Torres va ser molt oberta en la seva desaprovació de la decisió de la capitana Janeway de destruir la matriu del Guardià, que tenia la capacitat d'enviar la «Voyager» de tornada a casa des del Quadrant Delta, i guardava un petit rancor contra la capitana. Durant els primers mesos, Torres va començar a respectar la capitana i les seves decisions basades en el fort lideratge de Janeway i el seu interès compartit per la ciència.
Poc després de convertir-se en enginyera en cap, Torres desobeeix les ordres de la capitana quan la «Voyager» es troba amb una raça coneguda com els Sikarians. Els sikarians tenen tecnologia de transportador avançada que podria escurçar dràsticament el seu viatge de 70 anys, però la llei sikariana prohibeix a la tripulació de la Voyager obtenir-la legítimament. Torres s'involucra amb un petit grup d'oficials que obtenen la tecnologia al mercat negre sikarià i perpetren un intent fallit d'integrar-la als sistemes de la Voyager.
Torres, juntament amb Tom Paris, va ser segrestat posteriorment pels Vidiians. Un científic vidiià extreu l'ADN klíngon de Torres, dividint-la en dues persones separades: una humana i una klíngon. Creia que l'ADN klíngon tenia una propietat bioquímica específica que podria conduir a una cura per la fàgia, una malaltia que afecta el seu poble. La Torres humana es retrata plena de por però amb una forta experiència tècnica, mentre que la Torres klíngon es mostra com a agressiva i impacient. Després d'escapar dels vidiians, la Torres klíngon va patir una ferida mortal per l'arma d'energia vidiiana i va morir, però el Doctor va utilitzar el seu ADN per restaurar la Torres humana al seu estat original de meitat humana/meitat klíngon, ja que la seva estructura cel·lular necessita l'ADN klíngon per sobreviure.
A l'episodi "Visions persistents," es revela que Torres en aquell moment tenia un interès romàntic per Chakotay.
L'any 2373, Torres va ser objectiu de somnis inspirats telepàticament per un membre d'una raça anomenada Enarans. Els somnis eren en realitat records d'una gran massacre que va tenir lloc al món natal dels Enarans i eren el mètode de l'Ancià Enaran per assegurar-se que el record d'aquesta massacre pervisqués, fins i tot si és a la ment d'un alienígena.
Més tard aquell mateix any, l'enginyer vulcanià Vorik va activar els instints d'aparellament de Torres quan va iniciar per la força un vincle telepàtic amb ella mentre experimentava el pon farr. Torres i Tom Paris van quedar atrapats junts en un planeta durant una missió a terra, i Torres va intentar que Paris s'aparellés amb ella, però ell es va resistir. Finalment, Vorik i Torres es van involucrar en una batalla ritual per purgar la febre de la sang.
Més tard, Torres va iniciar una relació amb Paris després d'un festeig complicat i tempestuós. Durant un incident el 2374, Torres li va confessar el seu amor quan van quedar flotant a l'espai amb vestits ambientals, gairebé sense esperança de rescat ("El dia de l'honor"). Tot i que l Voyager aviat va poder rescatar-los, Torres es va adonar que el seu coratge en admetre el seu amor l'havia acostat un pas més a descobrir el que considerava el veritable honor. La seva relació va florir per primera vegada a la pantalla durant "Mètode científic". Es van casar el 2377 i la seva lluna de mel va ser a bord del Delta Flyer.
Quan Torres i Paris van concebre la seva filla, Miral, el 2377, ella va saber pel Doctor que la nena tindria crestes cranials klíngon diferents, així com altres trets klíngon. Torres, recordant esdeveniments dolorosos de la seva pròpia infància, va instar el Doctor a realitzar teràpia gènica per reduir aquest fenotip, i fins i tot va arribar a reprogramar-lo per fer-ho. Paris i la capitana Janeway no hi estaven d'acord i van impedir que el Doctor realitzés les modificacions genètiques. Quan Paris la va aconseguir obrir-se, ella va admetre que tenia por que el seu marit trobés massa difícil viure amb dos klíngons i la deixés com ho havia fet el seu pare. Un cop ell va dissipar les seves pors, va admetre que volia encara més fills com la seva mare, i Torres finalment va gaudir de l'embaràs ("Lineage").
Quan un grup de radicals klingon va passar un temps a bord de la Voyager ("Prophecy"), Torres va començar a obrir-se a més creences klíngon i, per primera vegada des de la infància, va poder pregar per la seva àvia, L'Naal, i la seva besàvia, Krelik. Quan les comunicacions amb la Terra van estar disponibles ("Author, Author"), va contactar amb el seu pare, John Torres, del qual estava allunyat.
Miral Paris, anomenada així per la mare de B'Elanna, va néixer a principis de 2378, durant el viatge de la Voyager a través d'un conducte transcurvatura Borg de tornada al Quadrant Alfa. En una línia de temps alternativa on la «Voyager» va arribar a casa per diferents mitjans, la Miral es mostrava com una persona adulta servint a la Flota Estel·lar, amb el rang d'alferes.

## Data de naixement
El 2 de setembre de 2014, el lloc web oficial de Star Trek va publicar un article d'arxiu amb informació sobre el comunicat de premsa per al llançament de la sèrie. En el document, que inclou biografies dels personatges, es confirma que quan va començar la sèrie (2371) – "B'Elanna és una bella dona de 25 anys que és meitat humana, meitat klíngon..." Aquesta informació situaria la data de naixement de B'Elanna al 2346.
L’ Official Star Trek Voyager Companion dóna més proves de l'edat de Torres. Aquest és un passatge extret del llibre: "B'ELANNA TORRES és una meitat klíngon, meitat humana, d'uns vint anys, que treballa frenèticament a les consoles de la nau, amb prou feines apta per a l'espai..."

## Recepció
El març de 2019, Syfy va qualificar B'Elanna com el sisè millor klíngon de la franquícia Star Trek. En particular, van assenyalar que era un personatge interessant de la sèrie, que mostrava tant lleialtat a la tripulació de la nau espacial com brillantor com a enginyera.
El 2017, Screen Rant va classificar B'Elanna Torres com la 14a més atractiva persona a l'univers de Star Trek.
El 2018, The Wrap va classificar B'Elanna Torres com el 35è millor personatge de Star Trek en general. CBR va classificar B'Elanna com el 14è millor personatge de la Flota Estel·lar de Star Trek el 2018. Assenyalen que l'antic membre dels Maquis treballa com a enginyer en cap a la nau espacial USS Voyager, i ha de lluitar amb les seves emocions ambivalents sobre la seva herència klíngon mentre manté els motors de curvatura funcionant al quadrant Delta (allunyat de les bases estel·lars de la Federació). A més, CBR va opinar que el personatge millorava altres personatges a bord de la nau estel·lar, i va elogiar l'actriu que la va interpretar per fer que les relacions de B'Elanna Torres fossin més creïbles.
El 2019, B'Elanna Torres va ser classificada com l'11è personatge més sexy de Star Trek per Syfy.
La lluita de B'Elanna per reconciliar els dos bàndols del seu patrimoni híbrid klíngon/humà ha estat elogiada per públics d'origen multiètnic.
El 2020, ScreenRant va classificar B'Elanna i Tom Paris com la tercera millor parella romàntica de tot Star Trek.